# Мандалада
Мандалада (также Ямальские восстания 1934 и 1943 гг.) — вооружённое сопротивление коренных народов ямальской и Большеземельской тундр — ненцев — политике советского правительства по ликвидации традиционной социально-экономической структуры этих народов, аккультурации их в пространстве складывающегося советского общества и экономической эксплуатации в годы коллективизации и Второй мировой войны.

## Предыстория ненецкого сопротивления
На протяжении столетий ненцы сопротивлялись вторжению Московского государства, а затем и Российской империи в их кочевую жизнь. В истории сохранились сведения об учинённом пустозерскими и зауральскими ненцами «погроме» «ясачной казны» 23 августа 1641 года «на Камени верх Ельца реки». Служилые люди везли по Ельцу ясак из Сибири, перебираясь с реки Собь в бассейн Печоры. Аналогичное нападение произошло в 1642 году. Кроме того, ненцы совершали набеги на русскую факторию Пустозерск, ставшую для них своеобразным символом угнетения. Во время одного из таких набегов — в начале 1600-х годов — город был захвачен и сожжён, но в 1665 году русские его восстановили. Три года спустя набег повторился, в 1670 году последовал ещё один, но их удалось отбить. В XVIII веке, ненцы предпринимали ещё четыре попытки захватить Пустозерск, но безуспешно.
Ненецкий террор распространялся не только на русских колонистов, но и на новообращённых христиан из числа хантыйского населения.

Усиливающееся русское влияние всё более подчиняло оседлых промысловиков, тогда как оленеводы сохраняли самодостаточность в хозяйственном смысле и относительную неуязвимость в военно-политическом. Со временем «промысловик» и «оленевод» стали символами понятий покорившегося и непокорного соответственно. Особенно отчётливо это выразилось в различном отношении туземцев к христианству (точнее христианизации).
Ненцы и обдорские ханты-оленеводы открыто нападали на крестившихся туземцев. В 1718 году князец Ляпинской волости Семен подал прошение о дозволении ему переселиться в Тобольск подальше от свирепствующих северных соседей: «приезжали… в Ляпинскую волость низовская воровская самоядь, а с ними был Гындин сын Микишка, по научению брата своего, обдорского князя Тайши Гындина, и побили в той волости ясашных остяков, а двух человек убили до смерти и над теми убиенными надругалися, груди спороли и тайные уды отрезали и клали им в уста».
В 1720-х годах, как сообщает еврей Н. А. Абрамов, «самоеды убивали крещёных и, по древнему своему обычаю, вырезывали их сердца и ели». Куноватский князь Игорь Данилов доносил Березовскому воеводе полковнику Андрею Инглису, что и в прошлые годы и ныне обдорские самоеды Терева и Кельта Сынгуруевы, Кельта Пунзумин и Гайча Хапуев со многими другими грабили и убивали новокрещёных куноватских остяков. Вскоре на ту же Куноватскую волость совершила набег самоедская орда (числом более 120 человек) под предводительством Ванюты Молдева, угнали 700 оленей и убежали к берегам Ледовитого Моря. В том же 1722 году ненцы Нарта и Питича с 130 единоплеменниками приезжали в Ляпинскую волость к князцу Семёну Матвееву (тому, вероятно, что просился в Тобольск), вокруг городка развели огонь, ограбили церковь и всех жителей, убили несколько остяков и варварски изувечили трупы. Отсюда эти ненцы отправились по р. Ляпину, расправлялись по дороге с новокрещёными остяками, отбирали у них кресты, привязывали эти кресты к концам хореев и понужали ими упряжных оленей. Иконы же, привязав за верёвку, волочили за нартами по земле. Заодно «награбили много имущества и 500 оленей угнали».
В те же годы «народный злодей» (так он поименован в делах Берёзовской воеводской канцелярии) Пунзы Тыровов и другие «анюкарачейские самоеды» приезжали в Подгородную волость, убили князя Никифора Еурова, «во многих местах копьями изранили и над телом делали поругания». Вслед за тем они отправились в Куноватскую волость, ограбили Награчевские и Жижимковские юрты, убили нескольких остяков «с обычными поруганиями и варварством». В 1748 году берёзовские ненцы во главе с Евой Ледовым убили хантыйского князца Никифора Чурова и «грудь вспороли и прочие непотребности чинили». В 1740-х годах старшина Карачейского рода Тынжа Енисеев «взбунтовал» около 200 своих сородичей.
Русские власти отвечали не менее решительными действиями: «народный злодей» Пунзы Тыровов и его сообщник Немда Юмин были повешены на столбах в Обдорском городке, их сподвижники Харка Лявов и Обындя Хапуев — в Казымском и Аяпинском городках. Тут же на столбах были прибиты надписи с подробным перечнем преступлений повешенных. Толмачи публично оглашали содержание надписей в назидание собравшимся самоедам. Филофей Лещинский лично хлопотал о защите остяков от самоедов. По предписанию от 19 июня 1725 года берёзовскому воеводе надлежало охранять остяцкие волости, в связи с чем по всей Берёзовской округе были разосланы казаки с огнестрельным оружием. В Берёзов были доставлены три заложника-самоеда из числа «лучших людей». «После сего набеги прекратились».

## Мятеж Ваули
В XIX столетии восстания продолжались. В течение целых пятнадцати лет (с 1825 по 1840 гг.) в тундре происходили волнения под руководством Вавле (Вауле) Неняг. (Ненянг - комар)

## Предпосылки восстаний в XX веке
Октябрьская революция больших изменений в тундровом укладе поначалу не вызвала. Ненцы по-прежнему в абсолютном большинстве вели кочевой образ жизни, жили в чумах, занимались оленеводством, рыболовством (на море и в реках) и охотой.
С началом коллективизации в 1929—1932 годах в округе были организованы товарищества по совместному выпасу оленей. К концу 1934 года их было 15. Первый ненецкий оленеводческий колхоз возник ещё в марте 1929 года. В этом колхозе в следующем году организовали и первую в тундре ячейку ВКП(б). В тридцатых годах в округе стали интенсивнее развиваться промысел рыбы (сёмги, нельмы, сига и др.) и рыбная промышленность, а также молочное животноводство и земледелие (в основном в долинах рек). Велась работа по ликвидации неграмотности (в 1914 году грамотой владели только 2 % ненцев). Однако культурная революция означала для туземцев Севера прежде всего насильственное отнятие детей от родителей и помещение их в интернаты.
Одновременно В 1929—1931 годах в ходе создания национально-территориальных административных единиц (национальных округов) ненецкие земли оказались разделёнными на три части: были образованы Ненецкий (с центром в Нарьян-Маре), Ямало-Ненецкий (с центром в Салехарде) и Долгано-Ненецкий (с центром в Дудинке) национальные округа. Кроме того, часть европейских ненцев оказалась отнесённой к республике Коми, а часть сибирских лесных ненцев — к Ханты-Мансийскому национальному округу.

## Название
Понятием мандалёда в ненецкой традиции обозначаются военное сообщество и его действия. В отличие от мирного сбора (малёдава), мандалада (мандалава) означает именно сбор в круг вооружённых людей. Военный вождь носит звание саю ерв (войны глава) или, подобно лидеру облавной охоты, серм’пэртя (дела ведущий), нерм' пэртя (вперёд идущий).
Русские участники событий искажали (в том числе в официальных отчётах) это слово как мандолыда, а группу вооружённых туземцев именовали мандалой.

## Восстание 1934 года
Много было у вас разных уполномоченных, ничего они не добились, не добьётесь и в дальнейшем. Я могу жить без русских. У меня есть олени, сыт буду.

24 апреля 1932 кулак Май Салиндер при вручении повестки о явке на суд за эксплуатацию батраков заявил: «Судей ваших и советскую власть не признаю, у меня свои законы». После настойчивого требования со стороны ненца Рогалёва принять повестку, он набросился на Рогалёва с ножом, но был обезоружен. После этого он организовал 12 человек из ближайших чумов с ножами, одновременно послав гонца для дальнейшего сбора людей с ближайших стойбищ.
В 1934 г. под воздействием слухов о «войнах» на Казыме и Тольке, из-за неприятия всё более настойчивых действий советской власти, на Ямале разворачивается масштабное повстанческое движение. В одних случаях «собравшиеся» прибегали к пассивным средствам борьбы — блокаде советских факторий или саботажу на них. Весной 1934 г. с каравана нарт «были сброшены и оставлены в тундре грузы, направленные на фактории Ямальского и Приуральского районов». При других обстоятельствах использовалась более агрессивная тактика.
На северном Ямале участники мандалады в присутствии зампреда окрика (окружного исполнительного комитета) Ного, члена президиума окрика Зеленина и инструктора окрика Самбурского устроили «народный суд» над председателем Тамбейского нацсовета Пивичи Окотэтто и членом совета, бедняком Нуми Тусида, категорически отказавшимися идти в группировку. Их раздели догола, катали по снегу, избивали, а затем обязали присоединиться к мандаладе.
2 декабря 1934 года на собрании ненцев около озера Яро-то в присутствии бригады окружкома ВКП(б) под страхом избиения кулачеством сдали представителям района свои удостоверения часть членов Щучьереченского нацсовета. Здесь же кулачество потребовало выдачи на суд председателя Приуральского РИКа Хатанзеева, переводчика райотдела НКВД Г. Наричи и члена Щучьереченского нацсовета О. Пиналея. Лишь благодаря значительной численности и энергичным действиям бригады расправа не состоялась.
В декабре мандаладой были распущены Нейтииский, Тамбейский и Тиутейский нацсоветы, блокирована связь окружных властей с североямальскими факториями Главсевморпути (Сеяхинской, Тамбейской и Мыса Дровяного). Группой остяков — участников Казымского восстания во главе с С. Сигильетовым разграблена выездная фактория в верховьях Надыма и убиты Мурашев (уполномоченный УГРО), Дмитрий Лагей (милиционер) и Максим Ануфриев (член правления интегралкооператива и заведующий разъездной факторией).
В докладной записке Ямальского (Ненецкого) окружкома Центральному Комитету, Омскому обкому ВКП(б) «О политическом состоянии округа к концу 1934 г.» (от 20 декабря 1934 г.) отмечалось:

С момента организации Ямальского (Ненецкого) национального округа (1931 г) и организации в тундре национальных советов взамен ранее существовавших родовых советов, в большинстве своём возглавляемых кулаками, развёртывается и постепенно активизируется борьба кулацко-шаманской части населения тундры, принимая всё более и более обострённые формы.
Если в 1932—1933 гг. только отдельные, ещё недостаточно организованные, группы кулаков и шаманов выступали против организации советов и пытались влиять на трудовое население тундры…, то уже с весны 1934 г. эти отдельные кулацко-шаманские группы стали соединяться, а к осени 1934 г. оформились в одну многочисленную группу под названием «Мандолёда», в переводе на русский означает «собравшиеся».
Основным местом деятельности «Мандолёды» является почти весь Ямальский полуостров и восточное побережье Байдарацкой губы, с охватом части территории Приуральского района (вершина Байдарата, оз. Яро-то, р. Яркута). Наиболее сильное скопление чумов, входящих в организацию «Мандолёда», находится в районе оз. Яро-то, по рр. Юрибей и Яркута. Отдельные небольшие группы спускаются южнее указанных мест (Салита, Яда и др.).
Главными организаторами и руководителями кулацко-шаманской группировки в настоящее время являются в северной части Ямала: Ныд Вануйто — организатор группировки на северном Ямале, главным же руководителем в настоящее время является Хатево Окотэтто (кулак), помощником ему Вейсайби Окотэтто (сын кулака Тилянга Окотэтто, осуждённого в 1932 г.).
В южной части Ямала (оз. Ней-то и Яро-то) руководителем группы, объединяющей около 250 чумов, является Ютола Сэрпива (середняк).
В районе Юрибей во главе группы, объединяющей около 80 чумов, стоят Ямно Окотэтто (шаман), Яното Вануйто, Януюти Вануй-то и Ханзеко Худи (кулак).
В Приуралье главным руководителем является Салиндер (имя и соцположение не установлено), его заместителем — Илья Пырырко (середняк).

Североямальской частью мандалады были захвачены и поделены стада Нейтинского нацсовета (60 голов), Тамбейского (120 голов) и стадо Главсевероморпути (630 голов). Эти стада были разделены между родами Сэрпиву и Яптиков.
Мандалёда было полностью захвачено и разложено простейшее производственное объединение «Нарьяна Нгэрм» («Красный Север») в Ямальском районе и другие.
В Надымском оленсовхозе стада были распределены путём методы смешивания совхозных стад с кулацкими либо простой передачей стада (Пантелеймон Канев, Иван Вокуев и др.). Колхоз «Едэй Иллер» («Новая Жизнь») потерял до 50 % оленного поголовья. Также повсюду наблюдался массовый убой оленей.
На северном Ямале, а также и на Байдарате был в основном закрыт пушной промысел. Мандалёда запретила промышлять зверя. 1934 год руководители мандалады объявили годом переговоров с советской властью.
Мандалёда выдвинула последний ультиматум следующего содержания:
- Отменить нормы отоваривания продуктами и промтоварами;
- Покупать по потребности и на деньги;
- Долой кулаков и бедняков — мы все одинаковы;
- Восстановить в правах голоса кулаков и шаманов;
- Не признаём советов и своих выборных, подчиняться им не будем; новые советы выбирать не будем;
- Не надо факторий, потому что стало много ездить русских; уберите русских;
- Мы против советских законов и выполнять их не будем;
- Выдать всех ненцев с факторий и из советов;
- Детей в школу отдавать не будем.

Выполнение этих требований означало бы, что советская власть отказывается от всех проводимых мероприятий. Фактически это означало ликвидацию советской власти в тундре.
К концу декабря восставшие были бескровно разогнаны отрядом ОГПУ в 100 человек. Воспоминания (1993) Эсико Лаптандера, состоявшего в мандалёде в 1930-х и 1940-х годах:

По моим подсчётам мне сейчас должно быть 90 или 92 года. Я родился в горах, но вся моя жизнь прошла на Ямале. Сейчас я опять живу в горах. Много раз случалось так, что я мог умереть, но я до сих пор живу и не знаю, что будет дальше.
Когда началась мандалада, я кочевал в устье Юрибея. Мандалада пошла с Оби, прошла через горы, Константинов Камень, дошла до моря. Я не знаю по именам, кто были те русские, которые отбирали оленей. Солдаты как солдаты, красноармейцы. Какой был год — тоже не знаю,
Когда началась советская власть, красноармейцы стали ходить по тундре, по чумам. По 10-15 человек ходили с ружьями. Все должны были давать им упряжки оленей. Хоть бедный, хоть богатый — всё равно должен дать оленей и нарты, если кто не дает, значит, он за белых, его сразу стреляют. А если даёт, то должен отвезти красноармейцев дальше, куда они скажут. Потом уже может вернуться назад на своей упряжке. Красноармейцы людей собирали с каждой тундры по одному, в Салехард на собрание (сабора) увозили.
Потом (какое-то время спустя) пошло другое «дело» (сертавы). Сказали, что надо собрать по нашей (Усть-Юрибейской) тундре 300 оленей и отдать бесплатно. Люди не хотели отдавать оленей. Был тут один, Ермечи Сэротэтто. У него оленей было три тысячи. Он сказал людям: «Это же немного — 300 оленей». И отдал за всех 300 быков из своего стада. Тот год прошёл.
Опять «дело» появилось — надо собрать 100 оленей и тоже их бесплатно отдать. А потом стало ещё хуже. Красноармейцы стали ездить по чумам, искать золото. Если человек золото не отдавал, его самого увозили. Шаманов всех забирали. Красноармейцев возили ненцы на своих упряжках. Они же отнятых оленей в стадо собирали и куда-то угоняли.
Однажды так приехали к старику Нянги Хороля, у которого было три тысячи оленей. Хотели забрать оленей. А старик уже умер, его на нарту до весны положили. Красноармейцы не поверили, что он умер. Стали нарту развязывать, труп обшаривать. Две шкурки песцов нашли, забрали. Всех оленей у его сыновей угнали. Оставили только сто голов.
На следующий год оленей у всех стали отнимать. У меня оленей было мало, я в то время был пастухом у одного богатого старика. У него было две тысячи оленей. Красноармейцы к нему приехали, с ними ненец Янгасов. Он и собирал оленей, оставил старику только 100 голов. Старику кочевать надо, а у него оленей на одну упряжку не хватает, те что остались — молодые да необученные.
Встретился я тогда же с человеком по имени Епцу Худи. Он сказал: «В этом году мы попались». Я его спросил: «Во что попались?» Он ответил: «Русские пришли. Советская власть на нас напала. Всех оленей отобрали и сделали из них одну кучу. Людей стали назначать. Из кучи сделали несколько стад. Детей и женщин собрали по тундре и, как оленей, погнали, увезли на двух баржах в Яр-Сале (культбазу). На баржах нужду справить некуда, везде воняет».
У всех оленей забрали. Оставили стадо только Намсю Окотэтто, он им много песцов отдал. И одного Вэнга не тронули. Люди новые стали в тундре появляться. Однажды смотрим, едет совсем не знакомый человек. Мы его, как в легендах говорят, спрашиваем: «Какого ты рода? Далеко же ты заехал». Он отвечает: «Я-Понг яв’тер Сэротэтто(Обской губы житель — Сэротэтто). Да. Заехал. Теперь время такое. Люди переезжать стали. Нас двое».
Вскоре люди, упряжка за упряжкой, стали подъезжать. По одной, по две нарты. Говорят: «Надо собираться (мандаласъ). Людей в тюрьмы забирают. Без „дела“ забирают. Шаманов всех увозят». К нам в стойбище всё больше людей приезжает. Недалеко от нас другое стойбище стояло — они ушли на север Ямала, там не «собирались». Они туда, где спокойно, ушли.
Главными на Юрибее мандалада избрала двух людей. Их звали Ямна Сэротэтто и Хатева Худи. Они хорошо умели с людьми разговаривать, «не промахивались».
Прошла весна, лето и осень. Выпал «второй снег», как мандалада стоит. Ямна Сэротэтто и ещё пять человек по первому снегу поехали к горам, к озеру То-це-хэ (в Байдарацкой тундре), к священной сопке Теренолва. Ямна Сэротэтто сильным шаманом был. Он «кричал» (камлал) на сопке Теренолва и сказал, что людей надо звать на «священную войну» (хэбидя саю). Людей становилось всё больше. А кто-то уезжал: Нюдику Тайбери, Судуку Тайберн, Ваня Валей, Тусида уехали из мандалады.
Пришла весть, что идут красноармейцы бить мандаладу. Их 100 человек. Люди к нам стали приезжать каждый день. Все собрались в чуме у Ямб Явгнада. В наш чум приехали люди На пяти нартах, среди них и великан Ямна Сэротэтто. Он нас спрашивает: «Кто это здесь отдыхает? Где другая половина людей?» Мы отвечаем: «Они по соседним стойбищам поехали». Он давай ругаться: «Вы тут по гостям ездите, а мы о гостеваниях и не думаем. Оленей пасти некому — все в мандаладу собрались. На нас солдаты идут, а вы тут отдыхаете!» Остыл Ямна, и они уехали.
Только их упряжки скрылись, другие едут и среди них опять Ямна Сэротэтто. В нашем чуме они ночевали. Мы спросили: «Едут ли солдаты?» — «Завтра должны приехать». Наутро чаю попили, стали оленей на упряжки ловить. Я отцу говорю: «Если собираться, так всем собираться. Умирать, так всем умирать. Дай мне тоже упряжку». Отец ответил: «Бери, поезжай». Ямна Сэротэтто слышал наш разговор и сказал:
— Этот мальчик помнит мои слова. Задницу бы тебе следовало надрать.

— Если хочешь надрать мне задницу, надери, я тебя не боюсь, — ответил я.

— Крепкое у тебя сердце. Если хочешь ехать, поедешь с нами.
Поехали мы. Приехали на стойбище Ямна Сэротэтто. Там пять чумов и людей очень много. Каждый день забивают оленя на мясо. Рогов от забитых оленей кучи. Людей столько, что земля колышется под ногами. Из-под земли гул идёт от шагов. Я подумал, что, наверное, 500 или 600 человек собралось. Все знают, что сегодня должны солдаты прийти.
Показалось много нарт. Они спустились с холма к речке. Скрылись в низине, а когда снова появились, то уже разделились на две части и окружили нас. Их 50 нарт, на каждой по два солдата. Остановились нарты. Солдаты с ружьями встали возле нарт. Несколько русских без ружей к нам пошли. С ними был ненец Ного, начальник, он вырос среди русских. Он нам говорит: «Расходитесь, прекращайте мандаладу. С русскими вам всё равно не справиться». Наши люди отвечают: «Отпустите тех, кого вы забрали тогда и мы разойдёмся».
Стали они искать среди нас главных, конечно, Ямну Сэротэтто. Ямна крикнул: «Я нужен? Я здесь!» Солдаты его забрали. Хатева Худи тоже забрали. Двоих из тех, кого искали, найти не смогли, они на нарты легли, спрятались. Это были Янута Вануйта и Норни Хороля. Всего семь человек арестовали.
Тех, кто привёл русских, было три десятка человек (ненцев). Один из них, Порту Худи, говорит нам: «Хватит, расходитесь! Ваших людей забрали не навсегда, они вернутся». Увезли семерых. И началась пурга. Два дня была пурга. Утром просыпаемся, многих нарт уже нет, только «круги» (натоп оленей) от них остались. Люди сказали: «Зачем мы сюда приехали, всё равно сделать ничего не сможем». Каждый собрал своих оленей и уехал в свою сторону. Так первая мандалада разъехалась.

## Восстание 1943 года[1]
Великая Отечественная война самым непосредственным образом отразилась на жизни ненецких оленеводов. На востоке Ненецкого национального округа бежавшие от непосильных советских налогов и непонятных порядков ненцы объявили по Пай-Хойской тундре «Мандаладу» — сбор для решения важных вопросов: что делать с русскими в Усть-Каре и Воркуте и платить или не платить налоги. Военный, мясной, сельскохозяйственный налоги ненцам надо было платить оленями а также рыбой и дичью, «иначе русские не дадут хлеб». Кроме того, с 1939 года ненцы стали служить в Красной Армии, теперь их призывали на фронт.
Весной 1943 года пункты кооперации вдруг перестали отпускать ненцам хлеб. Ненцы, естественно, возмутились, поскольку налоги выплачивались ими исправно. В знак протеста начался массовый выход из оленеводческих колхозов — беглецы уводили оленьи стада подальше в тундру.
Инициаторами «Мандалады» стали трое ненцев: Е.Сэротетта (Сарадетта) по прозвищу Небтко, С.Неле и Х.Топка, бежавшие из колхоза имени Ворошилова в посёлке Каратайка. Они и кликнули «Мандаладу» по всем стойбищам. Вскоре на территории Щучьереченского тундрсовета, в ста километрах от фактории Яры в предгорьях Приполярного Урала‚ возникло стойбище недовольных советской властью ненцев (больше всего недовольных бежало из колхоза «Няръяна нгэрм»). На сопках поставили сторожевые чумы. Все были вооружены в основном американскими винтовками фирмы «Ремингтон». На общем собрании — соборке — были избраны вожди «Мандалады» — Сергей Ного (Лаптиге) и Василий Лаптандер (Нядма). Они продолжили сбор по тундре недовольных. С.Ного ездил в чумы колхоза «Няръяна Кара», выступал там: 
Вы сами знаете: сколько ни работай, сколько ни выполняй планов, русские всё равно ничего не дадут. Поэтому мы и решили объявить Мандаладу: собраться и объединиться! И жить самостоятельно. Не платить налоги, не выполнять планы вылова рыбы и добычи песца. И не служить в армии. В Салехарде уже русских мужчин не осталось - все на войне погибли... Оленей, сданных в счёт военного налога, обратно вернуть. Продукты на фактории возьмём... Я давно по чумам езжу, в Мандаладу людей собираю. Даже олени устали... Пойдёте? Не желающего идти не пошлёшь ведь никуда. Мы в Мандаладу людей открыто собираем! И об этом можете русским рассказывать! Идите к своим хорошим русским, ешьте хлеб и масло, а нам Советов и колхозов не надо! Мы и без них хорошо проживём!
В тот раз ненцы-колхозники отказались присоединиться к «Мандаладе». Через месяц же, когда отряды НКВД уже подбирались к стойбищу мятежников, С.Ного вновь побывал в чумах «Няръян Кары»:
Идите в Мандаладу! К нам русские пришли - наверное, убить надо! А если не пойдёте, то мы русских убьём, а их кровавую одежду наденем и к вам придём. Ваших оленей заберём, а вас без оленей у озера оставим!..
На этот раз вождь Лаптиге своего добился — колхозники «Няръян Кары» присоединились к «Мандаладе»…

### Непокорное стойбище
Вооружённые группы ненцев из «Мандалады» останавливали оленьи обозы с мукой в тундре, заворачивали их в своё мятежное стойбище, угоняли колхозные оленьи стада, собранные для выплаты налогов. Председателю колхоза «Няръяна нгэрм» под дулами «ремингтонов» было предложено перейти в «Мандаладу» всем колхозом:
Срок на раздумье недолгий даём. Нас много. Как только в реках воды меньше станет, мы все придём. Если кто из ненцев не перейдёт к нам, их в озере топить будем, а русских - убивать...» К июню 1943 г. в стойбище «Мандалады» находилось уже больше 200 человек.
Директор Усть-Карской организации «Посзаготживсырье» отправил в адрес НКВД докладную записку:
Настоящим довожу до сведения о нижеследующем. В мае сего года среди колхозников всё чаще стали появляться разговоры о банде, которая существует где-то вблизи... Всё было построено на догадках и предположениях, но‚ тем не менее‚ я сообщил об этом в Амдерминский РО НКВД - о существовании в тундре бандитской группы под руководством Ного Сергея... Чумы их стоят километрах в двух-пяти друг от друга, от двух до трёх чумов в одном месте. На высоких местах вблизи от чумов есть караульная охрана, которая имеет для оповещения запряжённую упряжку. В случае приближения к их местожительству кого-либо из посторонних об этом немедленно оповещают всю банду... Судя по такой предусмотрительности, лично я предполагаю, что их руководитель не только Ного Сергей, но есть кто-то посерьёзней, возможно, даже из русских...»
В 20-х числах июня 1943 года два оперотряда НКВД из Архангельска и Воркуты, каждый самостоятельно, выехали в Пай-Хойскую тундру для подавления восстания «Мандалады». 21 июня архангельский отряд прибыл в Усть-Кару, взял там медработника и переводчика и на оленьих упряжках двинулся к Приполярному Уралу. Весть о появлении оперотрядов быстро разнеслась по тундре. Сергей Ного и Василий Лаптандер собрали ненцев, оружие и боеприпасы, решили отбиваться от русских в Уральских горах. Воркутинская опергруппа в составе 14 человек заплутала в тундре и‚ в конечном итоге‚ никакого участия в дальнейших событиях не принимала. Правда, ненцы из «Мандалады» — 32 человека во главе с С.Худя «Ваде» — какое-то время преследовали воркутинцев, но затем оставили их в покое и вернулись в стойбище.

### Разгром
23 июня архангельский отряд НКВД под командованием старшего лейтенанта госбезопасности Земзюлина, вооружённый автоматами ППШ, окружил стойбище «Мандалады» у подножия горы Недь-Ю. В стойбище были только женщины и дети, сами мятежники скрывались в скалах на склонах Недь-Ю. При попытке сотрудников НКВД подняться наверх мятежники открыли огонь, Земзюлин сразу получил ранение в ногу. Началась ожесточённая автоматно-ружейная перестрелка. В течение нескольких часов обе стороны вели непрерывный огонь: восставшие убили одного красноармейца-автоматчика и ранили четверых чекистов. У самих мятежников погибли шесть человек и двое были ранены.
Спустя восемь часов боя Земзюлин вызвал из чумов «Мандалады» женщин и отправил их к смутьянам с предложением о прекращении огня и последующей сдаче в плен — в противном случае чекисты угрожали «принять меры для уничтожения». Полтора часа ненцы раздумывали, а затем стали бросать оружие. Прямо со скал вниз полетели винтовки и берданки. Чекисты собрали 37 единиц огнестрельного оружия, 222 патрона, свыше полутора килограммов пороха, 500 капсюлей. 36 мятежников спустились с горы и были арестованы. Их вывезли в Архангельск, где и состоялся процесс по делу «Мандалады». Позднее в Архангельск из Воркуты доставили ещё троих, очевидно, пойманных в тундре воркутинским оперотрядом.

### Суд
Судебный процесс выявил «крайне низкий уровень культурного и политического развития обвиняемых, за исключением Лаптандера Василия Ивановича (Нядма), который является одним из руководителей и организаторов Мандалады…» Незадолго до начала суда вожак «Мандалады» Сергей Ного умер в архангельской тюрьме. Из 38 человек, проходивших по делу, 21 получил 10-летний лагерный срок с конфискацией имущества и последующим 5-летним поражением в правах. Остальных получили по 5 и 8 лет лагерей. Два человека были освобождены во время следствия «за недостаточностью улик», а одного оправдали, поскольку он к «Мандаладе» никакого отношения не имел, находился от мест событий далеко в тундре, и как очутился в Архангельске среди подсудимых — суду было непонятно.
Василий Иванович Лаптандер был приговорён к расстрелу, подал ходатайство о помиловании и в январе 1944 года получил вместо расстрела 20 лет каторжных работ. Однако уже в феврале того же года он скончался в Архангельской тюрьме «от туберкулёза и сердечной слабости». Сосланные в лагеря участники «Мандалады» пропали[когда?] без вести.

## Нынешнее состояние
Разгромить напрочь ненцев тогда не удалось, мятежники рассеялись по ущельям Приполярного Урала, и так и продолжали жить своей потайной мандаладой. Впрочем, это всех устраивало. Местные власти их тщательно «не замечали».
Собственно внесоветские ненцы вновь обозначились где-то в 2008—2009 годах. Это были уже дети и внуки партизан Мандалады, которые так и жили в снегах «без руководящей роли партии, вне диамата и ленинских норм». Из-за истощения горных пастбищ беглые ненцы перегнали стада в долины, к востоку от Урала. В 2009 г. они захватили обширные земли ПСК «Оленевод» (Коми) и СПК «Красный Октябрь» (Ненецкий автономный округ), и предъявили на них права — как на бывшие родовые пастбища.